# Liisa-Maria Lusti
Liisa-Maria Lusti (* 22. August 2004) ist eine estnische Leichtathletin, die sich auf den Siebenkampf spezialisiert hat.

## Sportliche Laufbahn
Erste internationale Erfahrungen sammelte Liisa-Maria Lusti im Jahr 2021, als sie bei den U20-Europameisterschaften in Tallinn mit 6,08 m in der Weitsprungqualifikation ausschied. Auch bei den anschließend in Nairobi stattfindenden U20-Weltmeisterschaften verpasste sie mit 5,98 m den Finaleinzug. Im Jahr darauf wurde sie beim Hypomeeting in Götzis mit 5836 Punkten 18. im Siebenkampf und stellte damit einen neuen U20-Landesrekord auf. Im August belegte sie dann bei den U20-Weltmeisterschaften in Cali mit 5731 Punkten den vierten Platz. 2023 wurde sie bei den U20-Europameisterschaften in Jerusalem mit 3883 Punkten 17. im Siebenkampf und verpasste im Weitsprung mit 6,08 m den Finaleinzug. 2025 gelangte sie beim Hypomeeting in Götzis mit 5896 Punkten auf Rang 19 und anschließend belegte sie bei den U23-Europameisterschaften in Bergen mit 6,45 m den sechsten Platz im Weitsprung.
In den Jahren von 2022 bis 2024 wurde Lusti estnische Meisterin im Weitsprung im Freien sowie von 2022 bis 2025 in der Halle. Zudem wurde sie 2025 auch Hallenmeisterin im Fünfkampf sowie 2024 und 2025 in der Mixed-Staffel über 4-mal 400 Meter.

## Persönliche Bestleistungen
- Hochsprung: 1,86 m, 28. Mai 2022 in Götzis
- Weitsprung: 6,46 m (0,0 m/s), 7. Juni 2025 in Innsbruck
- Siebenkampf: 5896 Punkte, 1. Juni 2025 in Götzis
  - Fünfkampf (Halle): 4522 Punkte, 19. Januar 2025 in Tallinn